# 博尔盖托达罗夏
博尔盖托达罗夏（義大利語：Borghetto d'Arroscia），是意大利因佩里亚省的一个市镇。总面积25.54平方公里，人口480人，人口密度18.8人/平方公里（2009年）。ISTAT代码为008009。